# Entre Ambos-os-Rios
Entre Ambos-os-Rios is een plaats (freguesia) in de Portugese gemeente Ponte da Barca en telt 542 inwoners (2001).

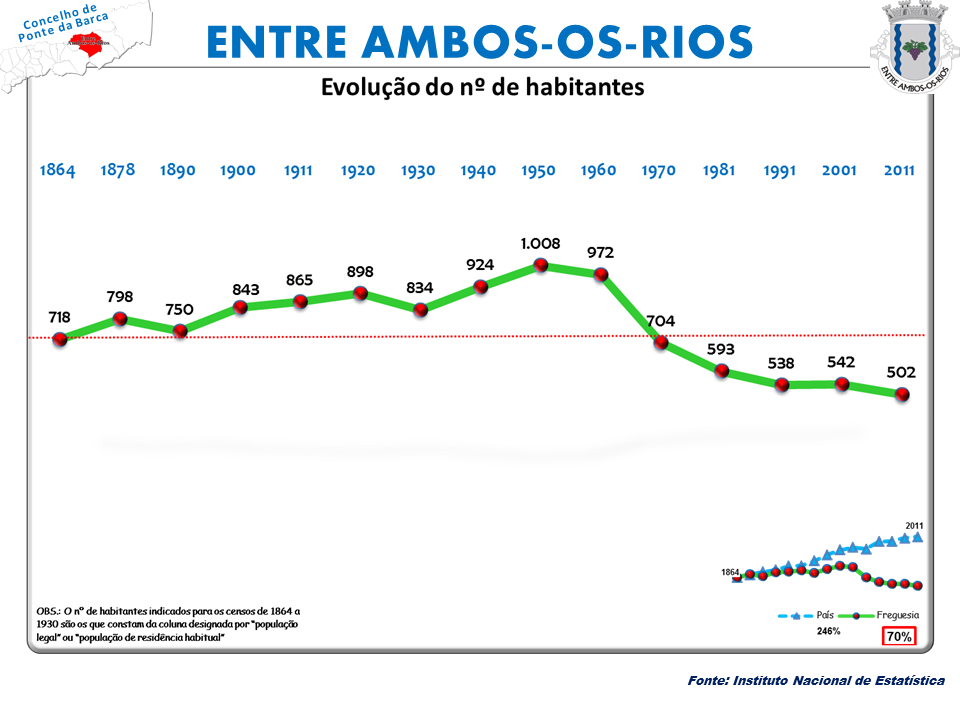
Bevolkingsontwikkeling tussen 1864 en 2011